# Бьеф

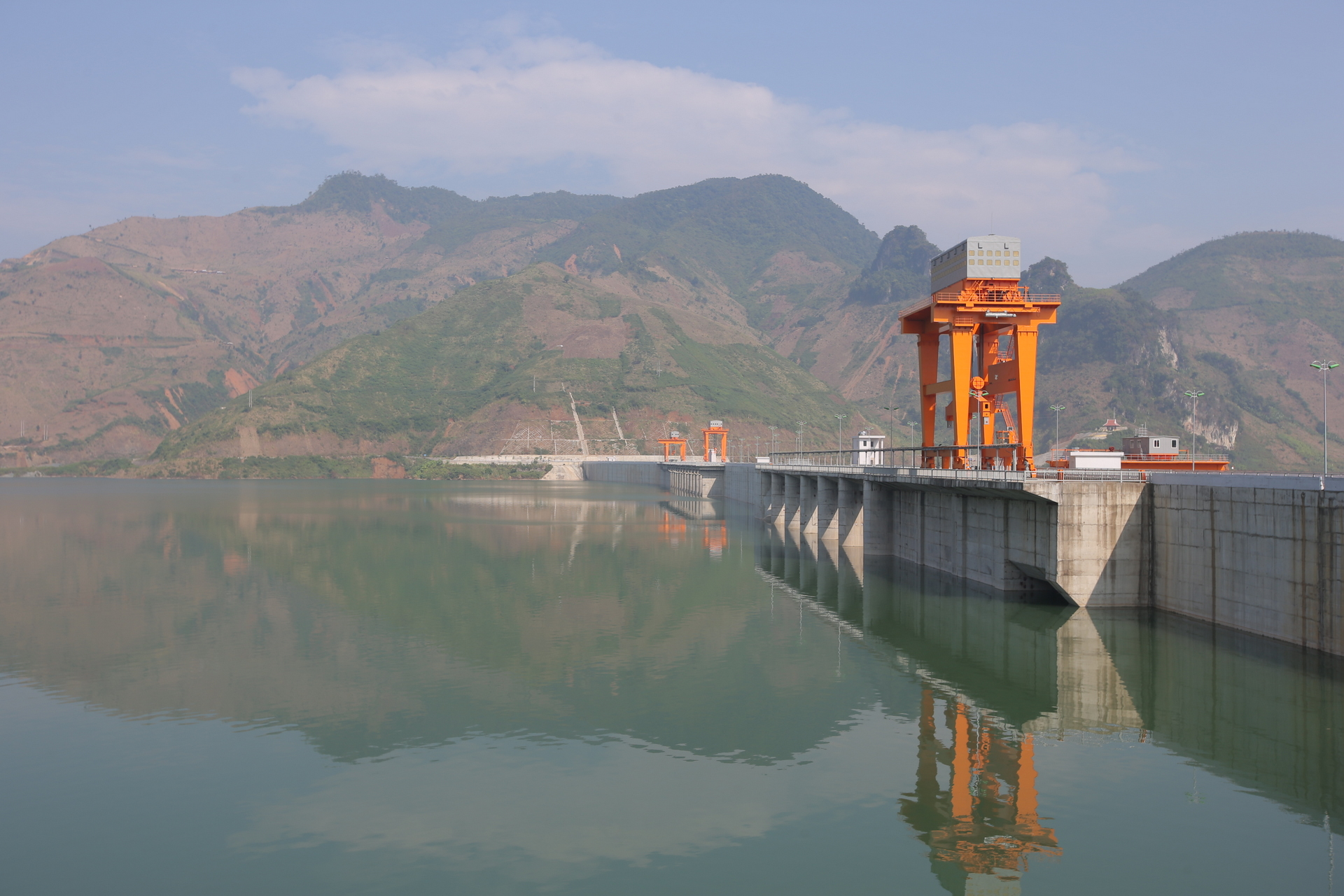
Верхний бьеф плотины ГЭС Шонла

Бьеф (фр. bief) — часть реки, канала, водохранилища или другого водного объекта, примыкающая к гидротехническому сооружению.

Анимация принципа работы сифонного водосброса.

К сооружениям, у которых могут быть бьефы, относятся плотина, шлюз, гидроэлектростанция и другие.
Существуют верхний бьеф, который располагается выше по течению, и нижний, располагающийся по другую сторону гидротехнического сооружения. Верхним бьефом часто является водохранилище.
Бьеф, образованный двумя или несколькими водоподпорными сооружениями и расположенный на водораздельном участке водной системы или водотока, называется раздельным.